# Gran Premi de la costa dels Etruscs
El Gran Premi de la costa dels Etruscs (en italià Gran Premio Costa degli Etruschi) és una competició ciclista d'un sol dia que es disputa anualment, durant el mes de febrer, a la província de Livorno. Des del 2005 forma part de l'UCI Europa Tour, amb una categoria 1.1.
La primera edició es disputà el 1996 i des de llavors serveix per inaugurar el calendari ciclista professional italià. Alessandro Petacchi, amb 5 victòries n'és el ciclistes amb més triomfs.

## Palmarés
| Año  | Vencedor            | Segon              | Tercer            |
| ---- | ------------------- | ------------------ | ----------------- |
| 1996 | Fabrizio Guidi      | Biagio Conte       | Marco Di Renzo    |
| 1997 | Biagio Conte        | Fabio Baldato      | Fabrizio Guidi    |
| 1998 | Mario Cipollini     | Nicola Minali      | Leon Van Bon      |
| 1999 | Endrio Leoni        | Mario Traversoni   | Massimo Strazzer  |
| 2000 | Mario Cipollini     | Endrio Leoni       | Mauro Zinetti     |
| 2001 | Fabio Sacchi        | Gabriele Balducci  | Vladimir Duma     |
| 2002 | Iuri Metluxenko     | Mario Manzoni      | Guido Trenti      |
| 2003 | Jaan Kirsipuu       | Fred Rodríguez     | Wemer Riebenbauer |
| 2004 | Iuri Metluxenko     | Andrus Aug         | Crescenzo D'Amore |
| 2005 | Alessandro Petacchi | Luciano Pagliarini | Francesco Chicchi |
| 2006 | Alessandro Petacchi | Daniele Bennati    | Danilo Napolitano |
| 2007 | Alessandro Petacchi | Gabriele Balducci  | Daniele Bennati   |
| 2008 | Gabriele Balducci   | Francesco Chicchi  | Danilo Napolitano |
| 2009 | Alessandro Petacchi | Jacopo Guarnieri   | Robert Hunter     |
| 2010 | Alessandro Petacchi | Alberto Loddo      | Fabio Sabatini    |
| 2011 | Elia Viviani        | Roberto Ferrari    | Elia Favilli      |
| 2012 | Elia Viviani        | Sacha Modolo       | Filippo Baggio    |
| 2013 | Michele Scarponi    | Diego Ulissi       | Filippo Pozzato   |
| 2014 | Simone Ponzi        | Mauro Finetto      | Andrea Pasqualon  |
| 2015 | Manuel Belletti     | Davide Vigano      | Niccolo Bonifazio |
| 2016 | Grega Bole          | Francesco Gavazzi  | Diego Ulissi      |
| 2017 | Diego Ulissi        | Manuel Belletti    | Francesco Gavazzi |